# Євротранс
Євро Транс (Euro trance) — різновид трансової музики, що є поєднанням євродансу з Хард-трансом. Є найбільш комерційним різновидом трансової музики, завдяки легким мелодіям та попсовим аранжуванням. Композиції євро-трансу характеризуються потужним басом, простими рефренами, «солодкими» синтетичними звуками, жіночим вокалом, ефектами, властивими техно і трансу, іноді навіть зустрічаються вставки гітарних рифів. Часто композиції цього напрямку є каверами класичних творів, не завжди, однак ліпшими за першоджерела.

## Стилі, що включаються в цей термін

### Progressive trance
Практично не змінився з початку 2000-х років. Це стиль трансмузики, який європейці часто називають просто «Progressive». У євротранс включено такі підвиди, як Epic Trance і Aquasonic Trance, званими також загальною назвою Euro Progressive Trance. Найпопулярнішими є такі виконавці: ATB, Blank & Jone, Alice DeeJay, Sash!, Tiesto, Armin Van Buuren, Veracocha, Push, Paul Van Dyk, EX-PLOSION, Markus Schulz, Cressida, Deepsky, Manny Ward і Lost Tribe.

### Vocal trance
З кінця 90-х років цей стиль був звичайним трансом з додаванням вокалу, але з його комерціалізацією і поширенням в усьому світі за допомогою супутникових каналів Viva, Onyx і MTV2-Pop центр створення цього виду музики перемістився до Німеччини і Бельгії, які привели вокальний транс до свого сучасного вигляду. Саме звідси на початку 2000-х пішов і став популярним у всій Європі стиль «Денскор / Hands Up», який не має до євротрансу жодного стосунку. Цей стиль представлений наступними музикантами: Basshunter, ATB, Ian Van Dahl, Lasgo, Sylver, Milk Inc, Dj Sammy, Santamaria, Alice Deejay, Cascada, Fragma, Sash!, Orion Too, Do, Dee Dee, Astroline, Kate Ryan, Kelly Llorenna, Flip & Fill, Jessy De Smet, DJ YaMix і інші.

### Uplifting trance
Цей стиль дуже близький до євро-прогресив-трансу, але має відмінності. Треки цього стилю зазвичай дуже легко слухати і сприймати, проте є їх досить складно писати. Назву цю можна пояснити тим, що в музичних композиціях присутні високооктавні мелодії, які звучать дуже тонко, легко і красиво (мелодійно), такі композиції як би «літають» в уяві слухача і є найбільш позитивно емоційними. Однією з основних особливостей цього стилю є бас-лінія, що складається з нижнього і верхнього пульсуючого баса-арпеджіо. На початку 2000-х років мав прародича anthem trance. Сучасне звучання має більший ембієнт-відтінок і меншу експресію, на відміну від попередніх років. Яскраві представники стилю: Andy Blueman (помітна суміш з epic trance), Arctic Moon, Reorder, Aly & Fila, Suncatcher, Sebastian Brandt, Giuseppe Ottaviani, Photographer.

### Dream Trance / Dream House
Цей недовго жив наприкінці 90-х — початку 2000-х стиль також належить до євротрансу. Після злиття з прогресив-трансом він отримав назву Aquasonic Trance.

## Плутанина в термінах
У багатьох неєвропейських країнах існує помилковий стереотип з часів початку 2000-х, коли денскор відокремлювався від євротрансу: плутаючи між собою назви в ті часи ще схожих, але згодом абсолютно різних стилів, багато хто все ще помилково називає євротранс «денскором» (також відомий під назвою «hands up»). Термін eurotrance вже не має до денскору жодного відношення.

## Найвідоміші виконавці
| - Groove Coverage - Special D. - Mark'Oh - Rocco - Sylver - Milk Inc. | - Cascada - Floorfilla - Pulsedriver - Starsplash - Jan Wayne - Brooklyn Bounce |

## Музичні приклади
- Alice Deejay - Better Off Alone (1998)
- Darude - Sandstorm (2000)
- Sylver - Turn The Tide (2001)